# Orfű
Orfű é um município da Hungria, situado no condado de Baranya. Tem 32,15 km² de área e sua população em 2019 foi estimada em 989 habitantes.